# Лазаревка (Владимирская область)
Лазаревка — деревня в Гусь-Хрустальном районе Владимирской области России, входит в состав муниципального образования «Посёлок Золотково».

## География
Деревня расположена в 12 км на северо-восток от центра поселения посёлка Золотково и в 37 км на восток от Гусь-Хрустального.
Протекает река Судогда.

## История
В конце XIX — начале XX века деревня входила в состав Заколпской волости Меленковского уезда, с 1926 года — в составе Бутылицкой волости Муромского уезда. В 1859 году в деревне числилось 20 дворов, в 1905 году — 28 дворов, в 1926 году — 26 дворов.
С 1929 года деревня входила в состав Борисовского сельсовета Гусь-Хрустального района, с 1940 года — в составе Крюковского сельсовета, с 1971 года — в составе Лесниковского сельсовета, с 2005 года — в составе муниципального образования «Посёлок Золотково».

## Население
| 1859 | 1905 | 1926 | 2002 | 2010 | 2021 |
| ---- | ---- | ---- | ---- | ---- | ---- |
| 143  | ↘128 | ↗130 | ↘14  | ↘7   | ↘0   |